# Lechria rufithorax
Lechria rufithorax är en tvåvingeart som beskrevs av Alexander 1920. Lechria rufithorax ingår i släktet Lechria och familjen småharkrankar. Inga underarter finns listade i Catalogue of Life.